# Helictopleurus perpunctatus
Helictopleurus perpunctatus är en skalbaggsart som beskrevs av Vladimir Balthasar 1963. Helictopleurus perpunctatus ingår i släktet Helictopleurus och familjen bladhorningar. Inga underarter finns listade i Catalogue of Life.